# Сиверс, Егор Карлович
Граф Его́р Ка́рлович Си́верс (нем. Johann Joachim Georg Alexander Graf von Sievers; 16 [27] августа 1778, Венден, Лифляндская губерния — 18 [30] июня 1827, Санкт-Петербург) — русский генерал-лейтенант периода наполеоновских войн
Брат Карла и Якова Сиверсов; племянник Якова Ефимовича Сиверса..

## Биография
Происходил из лифляндского дворянского рода. Родился в имении Вецатес (латыш.) в семье Карла Эберхардта Сиверса (1745—1821) и его супруги Марты Юлианы, урождённой фон Менгден (1748—1837).
Начальное образование и воспитание получил дома, затем был отдан на обучение в Пажеский корпус, по окончании которого в 1799 году в звании поручика был определён в лейб-гвардии Измайловский полк, где на протяжении двухлетней службы был повышен сначала до штабс-капитана, а затем до капитана. Оставил военную службу 9 декабря 1801 года.
До 1806 года изучал философию, математику, политические науки и педагогику в Дерптском, Лейпцигском и Геттингенском университетах.
В 1806 году, 16 марта, сочетался браком с Шарлоттой Доротеей Тизенгаузен (1782—1808), а 19 апреля по решению императора Александра I в звании полковника (имея до того ранг коллежского советника) возвратился на военную службу и был определён в 1-й пионерный полк, службу в котором продолжал до 1812 года. Участвовал в военных кампаниях 1806—1809 годов и был награждён орденом Св. Анны 2-й степени.
С началом Отечественной войны 1812 года получил назначение на пост начальника инженеров и офицеров путей сообщения в 1-м пехотном (отделённом) корпусе графа Петра Витгенштейна, принимал участие во всех битвах этого корпуса: под Клястицами, на реке Свольне, в первом сражении под Полоцком 17 августа и втором 18 октября, отвечая в первую очередь за техническое обеспечение войск. Одновременно руководил всеми военно-инженерными работами. Во многом благодаря его усилиям были оперативно построены пути и мосты для дальнейшего перемещения русской армии через Нищу, под Полоцком и через Двину. За свои труды был награждён орденами Св. Анны 2-й степени с алмазными знаками и Св. Владимира 3-й степени. 3 января 1813 года ему было присвоено звание генерал-майора. С 17 февраля того же года Сиверс возглавил Сапёрный полк.
В 1813 году получил назначение начальником всех инженеров действующей армии, находившейся под командованием генерала М. Б. Барклая де Толли, во время заграничного похода в германские земли принимал участие в сражениях под Бауценом, Люценом и Дрезденом. Под его руководством проходила осада прусским блокадным корпусом крепости Эрфурт. В декабре того же года руководил работами по изучению берегов Рейна, выбирая лучшее место устройства переправы для русской армии на её пути во Францию. В 1814 году, по-прежнему командуя инженерными войсками под началом Барклая-де-Толли, руководил восстановлением крепостных сооружений в Фор-Луи, укреплении Лангра и Ножана. Он также участвовал в сражении при Бриенн-ле-Шато; кроме того, руководил возведением мостовых укреплений при Рейнвейлере и Меркте и участвовал в осаде Гюнингена. За всю эту разнообразную деятельность был удостоен орденов Св. Анны 1-й степени, Св. Владимира 2-й степени и нескольких иностранных наград.
Во время пребывания в Париже в 1815 году был занят изучением зарубежного состояния инженерного дела, отправив по итогам работы в Россию множество моделей. При возвращении русской армии в Россию отправился по приказу императора в заграничное путешествие с целью ознакомления со школами, высшими учебными заведениями и так называемыми школами «взаимного обучения»; вернувшись в Россию спустя семь месяцев, представил подробный отчёт.
В 1816 году служил в штабе Управления инженерного корпуса, затем занял должность начальника инженеров 1-й армии; с 30 июня 1816 года в его ведении находились также Инженерное училище и инженерные школы. С 25 октября 1817 года возглавил комиссию для составления учебных пособий кантонистам поселённых войск. В том же 1817 году, 12 сентября вступил во второй брак — с Эмилией фон Крюденер (1793—1863). Под его же непосредственным наблюдением были устроены два училища «взаимного обучения» и Военно-учительский институт, а также составлены руководства для преподавания учебных предметов.
В 1819 году назначен начальником инженерного отделения Военно-учебного комитета Главного Штаба, а в 1820 году — начальником Главного инженерного училища. Его служба на этом посту была высоко оценена: за неё он получил алмазные знаки ордена св. Анны 1-й степени.
В 1821 году назначен непременным членом совета главного начальника над военными поселениями графа Аракчеева и одновременно членом комиссии о рассмотрении работ государственного шоссе; в марте того же года занял место в комитете по рассмотрению отчётов по дорожным суммам; 3 августа стал членом совета путей сообщения. Кроме того, в том же 1821 году Сиверс унаследовал имение Вецатес, а в России был пожалован имением Георгиевское. К этому времени был награждён золотой табакеркой с бриллиантовым вензелевым изображением имени императора Александра І; 29 марта 1825 года получил звание генерал-лейтенанта.
В 1826 году вошёл в состав комитета для рассмотрения и определения учебных курсов для кадетских корпусов и других военно-учебных заведений и в состав комитета по устройству учебных заведений ведомства Министерства Народного Просвещения; в том же году был избран почётным членом Санкт-Петербургской Академии наук.
Скончался 18 (30) июня 1827 года в Санкт-Петербурге, до последних дней продолжая активно работать. Был погребён на Смоленском лютеранском кладбище Санкт-Петербурга; 1 августа 1828 года прах был перезахоронен в Салисбурге рядом с родителями, могила сохранилась.

## Дети
- Мария Егоровна (Марта Мария; 27.10.1818 — 18.05.1907, Загриц); с 27 октября 1837 года была замужем за Егором Ивановичем (Георг Вильгельм) фон Вейсом (16.07.1805, Венден — 07.02.1840, Санкт-Петербург)
- Елена (Юлия?) Егоровна (Юлия Елена; 1820—1901) — замужем за Антоном Антоновичем Скалоном (1806—1872)
- Анна Егоровна (1822—1892)
- Шарлотта Егоровна (Шарлотта Екатерина; 08.06.1824, Альт-Оттенгоф — 18.04.1899, Загниц); 2 июня 1843 года вышла замуж за Густава Фёдоровича фон Берга (09.10.1796—1.05.1861)
- Николай Егорович (Карл Николай; 10.10.1826, Санкт-Петербург — 01.07.1910, Ямбург) — предводитель дворянства Ямбургского уезда Санкт-Петербургской губернии, тайный советник (14.04.1902), гофмейстер Высочайшего Двора (1902), директор Общества освещения газом.